# Criuleni (condado)
Criuleni é um condado (ou distrito) da Moldávia. Sua capital é a cidade de Criuleni.